# Dominique Delport
Pour les articles homonymes, voir Delport.
Dominique Delport, né le 21 novembre 1967 à Toulouse, est un dirigeant d’entreprise et un homme de médias français.
Successivement journaliste, entrepreneur internet, dirigeant d’agence de publicité puis patron de média international, il fut directeur général monde du groupe Havas après y avoir exercé durant 12 années notamment dans sa division conseil media, puis président de Vivendi Content et membre de son conseil de surveillance depuis 2015. En 2018, il devint Global Président de Vice Media, groupe de media anglo-saxon present dans une centaine de pays, qu'il quitte trois années plus tard afin de retrouver une aventure de création d'entreprise. En mai 2019, son mandat de membre du Conseil de surveillance de Vivendi est renouvelé pour quatre années. Début 2021, il fonde Arduina Partners, une société internationale de conseil stratégique et d'investissement, basée à Paris et officiant en Europe, Moyen-Orient & Afrique ainsi qu'une société de production de contenus premium Arduina Productions.
Il est un proche de Vincent Bolloré et a travaillé en 2022 avec sa société Arduina Productions pour Emmanuel Macron lors de la campagne électorale du président sortant.

## Biographie
Dominique Delport est né le 21 novembre 1967 à Toulouse du mariage de Jean-Pierre Delport et de Françoise Saint-Marc.
Il est diplômé de l’École supérieure de commerce de Lyon et lauréat du Moot Corp Master of Business Administration (MBA) in Entrepreneurship de l’Université du Texas à Austin,.
Devenu rédacteur en chef adjoint à M6 Lyon, il épouse, en juillet 1993, Marie-Odile Charret. De ce mariage naîtront trois enfants Antoine (1993), Mathilde (1995) et Jeanne (2000). Il est ensuite nommé rédacteur en chef à M6 Lille de 1994 à 1996, puis rédacteur en chef de M6, directeur de l'émission 6 minutes et des magazines de la rédaction de 1996 à 2000,.
En mai 2000, il démissionne de M6 pour rejoindre une start-up via la société de production multimédia Streampower, dont il devient P-DG en octobre. Il met en place des plateformes de streaming pour des émissions en direct comme Loft Story ou Star Academy et des films comme Astérix et Obélix : Mission Cléopâtre ou Qui a tué Pamela Rose. En 2003, il lance sur Canal+ l’émission quotidienne Merci pour l’info, présentée par Emmanuel Chain et dont il est coproducteur. Ce programme est l’un des rares à avoir reçu, en direct, l'entrepreneur et inventeur américain Steve Jobs (en septembre 2013). Un an plus tard, en 2004, Dominique Delport crée et produit le programme interactif CULT, diffusé quotidiennement sur France 5, consacré aux cultures urbaines, et grâce auquel il remporte un International Emmy Award en 2006. À partir de 2006, il participe au lancement, par le Groupe Bolloré, de la chaîne Direct 8, dont il réalise et présente en direct chaque semaine l'une des premières émissions de TV consacrée aux nouvelles technologies, l'émission 8-fi,
En février 2006, tout en conservant sa fonction de PDG de Streampower, il rejoint l’agence média Media Planning Group. Après l’intégration de MPG au sein d’Havas Media, Dominique Delport devient CEO d’Havas Media France en 2007. Il est nommé PDG de Havas Média France en 2008.
En septembre 2011, il se marie en secondes noces avec Elizabeth Kesses, écrivain anglo-grecque et productrice.
En janvier 2013, il est officiellement nommé directeur général de Havas Media Group au niveau mondial.
Membre du Conseil de surveillance de Vivendi depuis mars 2015, Dominique Delport devient en septembre 2015 Président de Vivendi Content, division de Vivendi chargée du développement de nouveaux formats de contenus pour les différentes marques du groupe (dont Canal+, Universal Music Group et Dailymotion). Il exerce ces nouvelles responsabilités conjointement à son rôle de Directeur Général de Havas Media Global.
En septembre 2015, il succède à Rodolphe Belmer, sur un poste revu et créé à cette occasion de responsable des contenus, président de Vivendi Contents, au sein de Vivendi et sera promu en parallèle début 2017 Directeur Général du groupe Havas par Yannick Bolloré.
Dominique Delport fut par ailleurs membre du Facebook Client Council de 2012 à 2018.
En mai 2018, il rejoint Vice Media Group en tant que Président International et Global Chief revenue officer,,,,,.
En décembre 2020, il quitte Vice Media pour créer en janvier 2021 une société de conseil stratégique et d'investissement Arduina Partners présente à Paris, Casablanca et en 2023 Arduina Mena avec son associé Gwenael Raillard, présente à Dubai et Riyadh. Il siège en tant que Board Advisor auprès de différentes sociétés technologiques et est membre du comité d'investissement du Saudi Film Fund lancé début 2024.
En mars 2022, à l’occasion des élections présidentielles, il produit avec sa filiale Arduina Productions une web-série inédite « Le Candidat » diffusée chaque vendredi à 18h pour le président en campagne Emmanuel Macron .

### Enseignement
Dominique Delport a enseigné à l'École supérieure de journalisme de Lille de 1994 à 1997 et à l'Institut d'études politiques de Paris de 2008 à 2012.

### Philanthropie
Dominique Delport a effectué en 1985 une année sabbatique en Afrique de l'Ouest au cours de laquelle il a entrepris "La Route des Forts" un raid humanitaire de 40 000 km en 4x4 en partenariat avec la Guilde Européenne du Raid et l'association caritative Caritas. Lauréat de la Fondation 3M, il a avec ses 3 coéquipiers ( Daniel Talamoni, Philippe Baudon, Catherine Delport ) distribué 2 tonnes de matériel chirurgical et humanitaire pour l'hôpital de Niamey et différents dispensaires au Niger, Mali, Burkina Faso,Togo, Ghana et Bénin. 
Dominique a participé en août 2021 avec la Mayo Fondation fondée par Simer & Vicky Mayo et le réseau de CEO YPO à l'exfiltration à Kaboul de 147 étudiantes afghanes de l'ethnie Hazara, menacées par les talibans, vers les États-Unis. Après 147 heures intenses et trois tentatives avortées, toutes ces jeunes femmes ont pu quitter Kaboul via un des derniers avions affrétés et atterrir au Qatar. Ces jeunes femmes sont aujourd'hui scolarisées à l'Université et pour la plupart en insertion professionnelle aux États-Unis.

## Décoration
- Chevalier de la Légion d'honneur (2025)[30].